# Bas Kuipers
Bas Edo Kuipers (Amsterdam, 17 agosto 1994) è un calciatore olandese, difensore del Twente.

## Biografia
È nipote dell'astronauta André Kuipers.

## Caratteristiche tecniche
È un terzino sinistro.

## Carriera

### Club
È cresciuto nelle giovanili dell'Ajax.

### Nazionale
Ha giocato nelle nazionali giovanili olandesi Under-16, Under-17, Under-20 ed Under-21.

## Statistiche

### Presenze e reti nei club
Statistiche aggiornate al 24 dicembre 2017.
| Stagione        | Squadra         | Campionato      | Campionato | Campionato | Coppe nazionali | Coppe nazionali | Coppe nazionali | Coppe continentali | Coppe continentali | Coppe continentali | Altre coppe | Altre coppe | Altre coppe | Totale | Totale | Totale |
| Stagione        | Squadra         | Comp            | Pres       | Reti       | Comp            | Pres            | Reti            | Comp               | Pres               | Reti               | Comp        | Pres        | Reti        | Pres   | Reti   |        |
| --------------- | --------------- | --------------- | ---------- | ---------- | --------------- | --------------- | --------------- | ------------------ | ------------------ | ------------------ | ----------- | ----------- | ----------- | ------ | ------ | ------ |
| 2013-2014       | Jong Ajax       | EED             | 26         | 1          |                 | -               | -               |                    | -                  | -                  |             | -           | -           | 26     | 1      |        |
| 2014-2015       | Excelsior       | ERE             | 30         | 0          | CO              | 3               | 0               |                    | -                  | -                  |             | -           | -           | 33     | 0      |        |
| 2015-2016       | Excelsior       | ERE             | 24         | 0          | CO              | 1               | 0               |                    | -                  | -                  |             | -           | -           | 25     | 0      |        |
| 2016-2017       | Excelsior       | ERE             | 22         | 0          | CO              | 0               | 0               |                    | -                  | -                  |             | -           | -           | 22     | 0      |        |
| 2017-2018       | ADO Den Haag    | ERE             | 2          | 0          | CO              | 0               | 0               |                    | -                  | -                  |             | -           | -           | 2      | 0      |        |
| Totale carriera | Totale carriera | Totale carriera | 104        | 1          |                 | 4               | 0               |                    | -                  | -                  |             | -           | -           | 108    | 1      |        |

## Palmarès

### Club

#### Competizioni nazionali
- Coppa di Romania: 1

Viitorul Costanza: 2018-2019
- Supercoppa di Romania: 1

Viitorul Costanza: 2019